# 萨洛卢
大地区（法語：Grande Région），通称萨洛卢（SaarLorLux、Saar-Lor-Lux 或 SarLorLux），是一个横跨德、法、比、盧四国的欧洲跨境地区，名称来自薩爾蘭（Saarland）、洛林（Lorraine）和卢森堡（Luxembourg）的缩略。